# Chaxiraxi

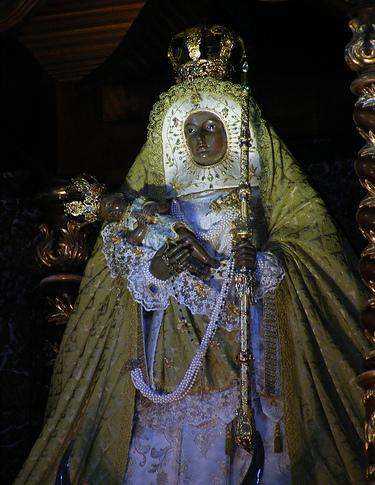
Vergine della Candelaria, patrona delle Canarie.

Chaxiraxi era la madre degli dei per gli antichi abitanti dell'isola di Tenerife (Isole Canarie), i Guanci. Il suo nome ha diversi significati: Madre del Sole, Regina del Mondo, la Principessa di Gran Bontà.
L'immagine della Vergine della Candelaria apparsa nel 1392 o 1401 è stato identificato dai nativi con questa dea.
Chaxiraxi è considerata la dea principale della religione neopagana chiamata Chiesa del popolo guancio.